# 南貝斯貝里山

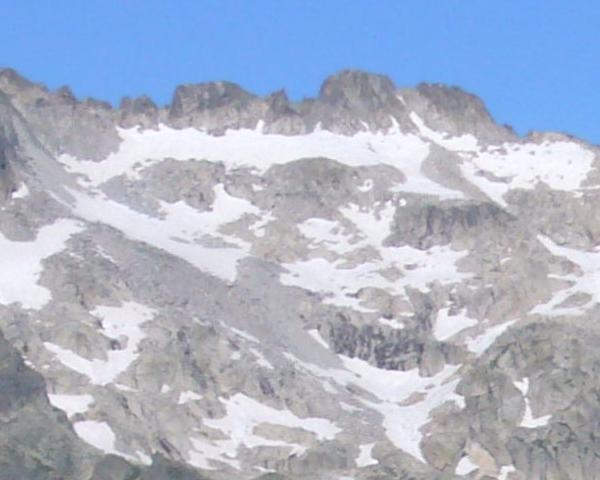

42°35′37″N 0°49′33″E / 42.59361°N 0.82583°E
南貝斯貝里山（西班牙語：Besiberri Sur），是西班牙的山峰，位於該國東北部加泰羅尼亞，屬於比利牛斯山中貝斯貝里山脈的一部分，該山峰海拔高度3,023米。